# Medazepam
Medazepam là một loại thuốc là một dẫn xuất của benzodiazepine. Nó có tính chất giải lo âu, chống co giật, an thần và làm giãn cơ xương. Nó được biết đến bởi các tên thương hiệu sau: Azepamid, Nobrium, Tranquirax (trộn với bevonium), Rudotel, Raporan, Ansilan và Mezapam. Medazepam là một loại thuốc có tác dụng lâu dài. Thời gian bán hủy của medazepam là 36 giờ200 giờ.

## Dược lý
Medazepam hoạt động như một tiền chất của diazepam, cũng như nordazepam, temazepam và oxazepam. Các thuốc Benzodiazepine bao gồm medazepam làm tăng các quá trình ức chế ở vỏ não bằng cách điều chế allosteric của thụ thể GABA. Các thuốc benzodiazepin cũng có thể hoạt động thông qua các vị trí gắn micromol với các chất ức chế kênh Ca2+ và ức chế đáng kể sự hấp thu calci nhạy cảm khử cực trong các thí nghiệm với các thành phần tế bào từ não chuột. Điều này đã được phỏng đoán như là một cơ chế cho tác dụng liều cao chống lại cơn động kinh trong một nghiên cứu. Nó có các chất chuyển hóa chính hoạt động của benzodiazepine, mang lại hiệu quả điều trị kéo dài hơn sau khi dùng.